# Labe - Hostinné
Labe - Hostinné este o arie protejată (arie specială de conservare — SAC, sit de importanță comunitară — SCI) din Republica Cehă întinsă pe o suprafață de 11,15 ha, integral pe uscat.

## Localizare
Centrul sitului Labe - Hostinné este situat la coordonatele 50°33′03″N 15°41′23″E / 50.550833°N 15.689722°E.

## Înființare
Situl Labe - Hostinné a fost declarat sit de importanță comunitară în aprilie 2005 pentru a proteja 1 specie de animale. Situl a fost protejat și ca arie specială de conservare în iunie 2017.

## Biodiversitate
Situată în ecoregiunea continentală, aria protejată nu include niciun habitat protejat.
La baza desemnării sitului se află o specie protejată de  pești: zglăvoacă (Cottus gobio).